# 李之芳 (朝鮮)
李之芳（朝鮮語：이지방，1466年-1537年），字子華，本貫羽溪李氏，朝鮮王朝政治人物。
1496年（燕山君2）被是武士张珽，李元宗等餘任西征將帥，后在钟城府使，会寧府使，义州牧使等歷。1516年（中宗11）任慶尙左道水軍节度使。1517年在朝鮮中宗的三任繼妃文定王后尹氏的册封奏请使任派遣大明時，他在同知中枢府事在職中任正朝使为大明往還。1524年任平安道兵馬節度使。
1528年大明的皇后孝洁肃皇后陈氏的逝世，被为朝鮮朝政的进香使任命，陈慰使李芃余同行大明，但他在中道發病朝中國警杏山驿是回國，后在無斷回國之得罪及流配鄉到忠淸南道南浦。1530年大明使臣李順宗的歎願及被是釋放。1531年忠淸道兵馬节度使任命他是身病有到未赴任。